# Gerichtsamt Leisnig
Das Gerichtsamt Leisnig war in den Jahren zwischen 1856 und 1874 die unterste Verwaltungseinheit und von 1856 bis 1879 nach der Abschaffung der Patrimonialgesetzgebung im Königreich Sachsen Eingangsgericht. Es hatte seinen Amtssitz in der Stadt Leisnig.

## Geschichte
Nach dem Tod des Königs Friedrich August II. von Sachsen wurde unter dessen Nachfolger  König Johann nach dem Vorbild anderer Staaten des Deutschen Bundes die Abschaffung der Patrimonialgesetzgebung verordnet. An die Stelle der bisher im Königreich Sachsen in Stadt und Land vorhandenen Gerichte der untersten Instanz traten die zentral gelegenen Bezirksgerichte und Gerichtsämter in nahezu allen größeren Städten. Die Details der Verwaltungsreform regelten das sächsische Gerichtsverfassungsgesetz vom 11. August 1855 und die Verordnung über die Bildung der Gerichtsbezirke vom 2. September 1856.
Stichtag für das Inkrafttreten der neuen Behördenstruktur im Königreich Sachsen war der 1. Oktober 1856. Das neugebildete Gerichtsamt Leisnig unterstand zunächst bis zu dessen Auflösung dem Bezirksgericht Rochlitz, anschließend dem Bezirksgericht Oschatz. Aufgelöst wurden das Justizamt Leisnig und verbleibende Patrimonialgerichte in den umliegenden Ortschaften. Die meisten Patrimonialgerichte waren bereits in den Jahren zuvor an den Staat abgetreten und vom Justizamt Leisnig übernommen worden. So war die Gerichtsbarkeit des Stadtrats von Leisnig 1849, die des Dingestuhls Klosterbuch 1836, der Pfarrlehen Wendishain und Gersdorf 1843 bzw. 1849 und von ca. 20 Rittergütern im Zeitraum von 1847 bis 1856 übernommen worden.
Der Sprengel des Gerichtsamts Leisnig umfasste folgende Ortschaften:
| - Leisnig - Altenhof - Altleisnig - Arras und Dörfchen - Beiersdorf - Bockelwitz - Böhlen - Börtewitz - Brösen bei Leisnig - Clennen - Dobernitz - Doberquitz - Doberschwitz - Draschwitz - Dürrweitzschen bei Motterwitz - Eichhardt mit Tautendorf - Fischendorf - Frauendorf bei Kepnitz - Görnitz - Gorschmitz - Großpelsen - Großweitzschen - Hetzdorf | - Kalthausen - Keiselwitz - Kleinpelsen - Kleinweitzschen - Klosterbuch - Korpitzsch - Kroptewitz - Kuckeland - Lauschka - Leipnitz - Leuterwitz - Marschwitz - Meinitz - Minkwitz mit Paudritzsch - Motterwitz - Muschau - Nauberg - Naundorf bei Altenhof - Naunhof - Neudörfchen bei Leisnig - Nicollschwitz - Ostrau bei Zschoppach - Papsdorf - Poischwitz | - Polditz - Polkenberg mit Bocksdorf - Röda - Scheergrund - Seidewitz - Seifersdorf mit Hasenberg - Sitten - Tautendorf - Tragnitz - Wendishain mit Pfarrhäusern - Westewitz - Wiesenthal - Zeschwitz - Zschörnewitz - Zollschwitz - Zschockau - Zschoppach - Mark Poselitz - Hochweitzschener Forstrevier - Klosterbucher Forstrevier - Leipnitzer Forstrevier - Tanndorfer Forstrevier - Wendishainer Forstrevier |

Nach der Neustrukturierung der Gerichtsorganisation gemäß dem Gesetz über die Organisation der Behörden für die innere Verwaltung vom 21. April 1873 gingen die Verwaltungsbefugnisse der Gerichtsämter zum 15. Oktober 1874 auf die umgestalteten bzw. neu gebildeten Amtshauptmannschaften über.
Seitdem das bisherige königliche Gericht als königliches Gerichtsamt bezeichnet wurde, führte sein Vorstand den Titel Gerichtshauptmann.
Die Verwaltungsaufgaben des Gerichtsamts Leisnig wurden im Zuge der Neustrukturierung der sächsischen Gerichtsorganisation gemäß dem Gesetz über die Organisation der Behörden für die innere Verwaltung vom 21. April 1873 in die im am 15. Oktober 1874 neugeschaffene Amtshauptmannschaft Döbeln mit Sitz in der Stadt Döbeln integriert. Das Gerichtsamt war damit nur noch Gericht, die Trennung der Rechtsprechung von der Verwaltung umgesetzt.
Durch die Auflösung des Gerichtsamtes Hartha zum 31. Oktober 1874 erhielt das Gerichtsamt Leisnig noch weitere 7 Ortschaften hinzu. Diese waren:
- Gersdorf mit den 3 Lilien und den Pfarrhäusern
- Kieselbach
- Langenau
- Nauhain
- Queckhain
- Schönerstädt mit wilder Sau und Straßenhäusern
- Wallbach

Das Gerichtsamt Leisnig wurde 1879 auf Grund des Gesetzes über die Bestimmungen zur Ausführung des Gerichtsverfassungsgesetzes im Deutschen Reich vom 27. Januar 1877 und des Gesetzes über die Zuständigkeit der Gerichte in Sachen der nichtstreitigen Gerichtsbarkeit vom 1. März 1879 durch das neu gegründete Amtsgericht Leisnig abgelöst.

## Schriftliche Überlieferung
Die Archivalien des Gerichtsamts Leisnig werden als Bestand 20098 Gerichtsamt Leisnig heute im Sächsischen Staatsarchiv – Staatsarchiv Leipzig verwaltet. Dieser Bestand umfasst rund 600 Akten aus den Jahren 1817 bis 1879.

## Richter
Die Leiter des Gerichtsamts trugen den Titel Gerichtsamtmann. Dies waren:
- 1856–1857: vakant
- 1857–1863: Dr. Ludwig Konstantin Osterloh (vorher Gerichtsamtmann beim Gerichtsamt Waldheim)
- 1863–1879: Philipp Theodor Eißenbeiß (vorher Gerichtsamtmann beim Gerichtsamt Eibenstock)

## Weblink
- Eintrag zum Gerichtsamt Leisnig im Digitalen historischen Ortsverzeichnis von Sachsen